# Camp Lo
Camp Lo ist eine US-amerikanische Hip-Hop-Gruppe aus der Bronx. Ihre Musik wird dem Eastcoast-Hip-Hop zugerechnet und bewegt sich mit Einflüssen von Jazz und Disco-Funk zwischen Jazz-Rap und Pop-Rap.

## Geschichte
Camp Lo wurde 1995 von Sonny Cheeba und Geechi Suede als Duo in der Bronx gegründet. Nachdem sie einen Plattenvertrag bei Profile Records erhielten wurde ihr Lied Coolie High auf dem Soundtrack zum Film Great White Hype – Eine K.O.Mödie platziert und als Single ausgewählt. Mit Rang 62 in den genrespezifischen Charts Hot R&B/Hip-Hop-Songs des Billboard-Magazins wurde es ihr erster Erfolg.
Mit Luchini aka (This Is It) gelang danach auch der Durchbruch in den Billboard Hot 100, wo sich das Stück 17 Wochen lang hielt und bis auf Position 50 kam. Das Debütalbum Uptown Saturday Night profitierte davon und stieg auf Platz 27 der Billboard 200 ein.
Anschließend folgten nur vereinzelte Gastauftritte, wie auf Oran „Juice“ Jones’ Single Poppin’ That Fly von 1997 oder De La Souls So Good von 2000. Erst 2001 gab es mit der EP Short Eyes ein Comeback. Der Erfolg blieb jedoch aus, genau wie mit dem zweiten Studioalbum Let’s Do It Again, das sich nur noch in den Top R&B/Hip-Hop Albums auf 64 einfand.
Das bedingte eine erneute fünfjährige Pause, auf die 2007 das Album Black Hollywood folgte. Für dieses Werk arbeiteten Sonny Cheeba und Geechi Suede wie schon auf ihrem Debüt wieder mit dem Produzenten Ski Beatz zusammen. Diese Kooperation wurde in den nächsten Jahren ausgebaut und 2009 erschienen zwei Camp-Lo-Alben mit Stone and Rob Caught on Tape im Frühjahr und Another Heist im Herbst. Bei letzterem wurde Ski Beatz erstmals als offizielles Mitglied geführt.
2011 erschienen dann zwei Mixtapes, 80 Blocks from Tiffany’s Teil 1 und 2, die mit Pete Rock aufgenommen wurden. 2015 erschien schließlich das sechste Studioalbum Ragtime Hightimes und 2017 folgte die Kompilation On the Way Uptown, eine Zusammenstellung von bis dahin unveröffentlichten Demoaufnahmen und anderen Liedern aus der Gründungszeit der Gruppe. Noch im selben Jahr kam das siebte Album The Get Down Brothers nach, inklusive einer danach benannten Europa-Tournee. 2018 wurde mit Candy Land Xpress ein weiteres Mixtape veröffentlicht.
Der Remix des Michael-Jackson-Songs The Lady in My Life wurde nie veröffentlicht, gilt aber in Fachkreisen als besondere Rarität.

## Diskografie

### Alben
- 1997: Uptown Saturday Night
- 2002: Let’s Do It Again
- 2007: Black Hollywood
- 2009: Stone and Rob Caught on Tape
- 2009: Another Heist
- 2015: Ragtime Hightimes
- 2017: The Get Down Brothers

### EPs
- 2001: Short Eyes

### Kompilationen
- 2017: On the Way Uptown

### Mixtapes
- 2011: 80 Blocks from Tiffany’s, Pt. 1
- 2011: 80 Blocks from Tiffany’s, Pt. 2
- 2018: Candy Land Xpress